# 토르: 마법망치의 전설
《토르: 마법망치의 전설》(아이슬란드어: Hetjur Valhallar - Þór)은 2011년 공개된 아이슬란드의 애니메이션 영화이다.
이 영화는 2013년 3월 19일 북아메리카에서 DVD로 개봉되었다.

## 줄거리
젊은 대장장이 토르는 평화로운 마을에서 홀어머니와 행복하게 살고 있다. 마을 사람들은 그가 신들의 왕 오딘의 아들이라는 전설을 믿고, 거인들이 절대 마을을 공격하지 않을 거라고 생각한다. 하지만 이는 오산이었다. 거인 군대가 마을을 짓밟고 주민들을 지하 세계의 여왕 헬에게 끌고 간다. 토르는 정신을 잃고 홀로 남겨진다. 그는 마법의 무기라고 주장하는 망치 크러셔와 함께 친구들을 구하기 위한 모험을 떠난다.